# Stjepan Andrijašević
Pour les articles homonymes, voir Andrijašević.
Stjepan "Stipe" Andrijašević est un footballeur international croate né le 7 février 1967 à Split.

## Carrière
- 1983-1992 : Hajduk Split  Croatie
- 1992-1993 : AS Monaco  France
- 1993-1994 : Celta Vigo  Espagne
- 1994-1995 : Hajduk Split  Croatie
- 1995-1998 : Rayo Vallecano  Espagne

## Palmarès
- 5 sélections et 0 but avec l'équipe de Croatie entre 1992 et 1994.